# I-370 (tàu ngầm Nhật)
I-370 là một tàu ngầm vận tải thuộc lớp Type D1 được Hải quân Đế quốc Nhật Bản chế tạo vào giai đoạn cuối Chiến tranh Thế giới thứ hai. Nhập biên chế năm 1944, nó hoàn tất việc chạy thử máy và huấn luyện rồi được cải biến thành tàu ngầm mẹ mang ngư lôi tự sát Kaiten vào đầu năm 1945. Ngay khi thực hiện nhiệm vụ Kaiten đầu tiên, I-370 bị tàu hộ tống khu trục Hoa Kỳ USS Finnegan đánh chìm tại khu vực Iwo Jima vào ngày 26 tháng 2, 1945

## Thiết kế và chế tạo

### Thiết kế
Tàu ngầm Type D là một kiểu tàu ngầm vận tải, được thiết kế dựa trên chiếc U-155 Deutschland của Hải quân Đế quốc Đức trong Thế Chiến I. Chúng có trọng lượng choán nước 1.808 tấn (1.779 tấn Anh) khi nổi và 2.251 tấn (2.215 tấn Anh) khi lặn, lườn tàu có chiều dài 73,5 m (241 ft 2 in), mạn tàu rộng 8,9 m (29 ft 2 in) và mớn nước sâu 4,46 m (14 ft 8 in). Con tàu có thể lặn sâu đến 75 m (246 ft), và có khả năng vận chuyển 85 tấn hàng hóa cùng mang theo hai xuồng đổ bộ Daihatsu.
Tàu ngầm Type D1 được trang bị hai động cơ diesel Kampon Mk.23B Model 8 tổng công suất 1.850 mã lực phanh (1.380 kW), mỗi chiếc vận hành một trục chân vịt. Khi lặn, mỗi trục được vận hành bởi một động cơ điện công suất 600 mã lực (447 kW). Khi di chuyển trên mặt nước nó đạt tốc độ tối đa 13 hải lý trên giờ (24 km/h; 15 mph) và 6,5 hải lý trên giờ (12,0 km/h; 7,5 mph) khi lặn dưới nước, tầm xa hoạt động của Type D1 là 15.000 hải lý (28.000 km; 17.000 mi) ở tốc độ 10 hải lý trên giờ (19 km/h; 12 mph), và có thể lặn xa 120 nmi (220 km; 140 mi) ở tốc độ 3 hải lý trên giờ (5,6 km/h; 3,5 mph).
Type D1 nguyên bản không được trang bị các ống phóng ngư lôi. Vũ khí trên boong tàu bao gồm một khẩu hải pháo 14 cm (5,5 in), cùng một pháo phòng không 25 mm Type 96 nòng đôi. Những chiếc còn sống sót vào đầu năm 1945 được cải biến để mang theo tối đa năm ngư lôi tự sát Kaiten.

### Chế tạo
I-370 được đặt lườn như là chiếc Tàu ngầm số 5470 tại xưởng tàu của hãng Mitsubishi ở Kobe vào ngày 16 tháng 2, 1943. Nó được đổi tên thành I-370 đồng thời được hạ thủy vào ngày 26 tháng 5, 1944. Con tàu hoàn tất và nhập biên chế vào ngày 4 tháng 9, 1944, dưới quyền chỉ huy của Đại úy Hải quân Fujikawa Susumu.

## Lịch sử hoạt động
Sau khi nhập biên chế, I-370 được phối thuộc cùng Quân khu Hải quân Sasebo, và được điều về Hải đội Tàu ngầm 11 để chạy thử máy huấn luyện. Sang tháng 1, 1945, I-370 được chọn để cải biến từ một tàu ngầm vận tải thành một tàu ngầm "mẹ" mang ngư lôi tự sát Kaiten. Việc cải biến bao gồm tháo dỡ khẩu hải pháo 14 cm (5,5 in) cùng các xuồng đổ bộ Daihatsu, và lắp đặt các bộ gá để chở được năm ngư lôi trên boong tàu, đồng thời trang bị một bộ radar Type 22 dò tìm mặt biển. Đến ngày 10 tháng 1, nó cùng tàu ngầm chị em I-368 tham gia thực hành tấn công Kaiten mô phỏng nhắm vào mục tiêu được kéo đi trong biển nội địa Seto; đợt thực hành này kéo dài 15 ngày.
Trận Iwo Jima bắt đầu từ ngày 19 tháng 2, khi lực lượng Hoa Kỳ đổ bộ lên hòn đảo này. Cuộc đổ bộ diễn ra sớm hơn so với dự đoán của Hải quân Nhật Bản, nên I-370 được điều động tham gia Đội Kaiten Chihaya, bao gồm các tàu ngầm I-368, I-370 và  I-44, với nhiệm vụ tấn công tàu bè Đồng Minh tại vùng biển Iwo Jima. Vào ngày 21 tháng 2, I-370 xuất phát từ căn cứ Kaiten tại Hikari, Yamaguchi để đi sang khu vực Iwo Jima, dự kiến sẽ bắt đầu tấn công từ ngày 26 tháng 2.
I-370 đang di chuyển trên mặt nước lúc bình minh ngày 26 tháng 2 và đang chuẩn bị phóng toàn bộ năm chiếc Kaiten của nó tấn công một đoàn chín tàu vận tải rỗng đang di chuyển từ Iwo Jima đến Saipan, khi tàu hộ tống khu trục Hoa Kỳ USS Finnegan trong thành phần hộ tống phát hiện I-370 qua radar. Finnegan bắt đầu tiếp cận đối thủ, nhưng tám phút sau đó I-370 lặn khẩn cấp để ẩn nấp, rồi đến 06 giờ 59 phút Finnegan dò được mục tiêu qua sonar. Finnegan tấn công với một loạt súng cối chống tàu ngầm Hedgehog, rồi một lượt 13 quả mìn sâu được cài đặt để kích nổ sâu, cả hai đợt đều không mang lại kết quả. Chiếc tàu hộ tống khu trục bắn thêm một loạt súng cối Hedgehog, rồi thả thêm một lượt mìn sâu được cài đặt ở độ sâu trung bình lúc khoảng 10 giờ 00. Đến 10 giờ 05 phút, nó nghe thấy một vụ nổ ngầm dưới nước, và sau đó bọt khí bắt đầu trồi lên mặt nước. Một vệt dầu loang lớn sau đó xuất hiện, trải rộng đến 2 nmi × 4 nmi (3,7 km × 7,4 km), xác nhận I-370 đã bị đánh chìm tại tọa độ 22°44′B 141°26′Đ / 22,733°B 141,433°Đ với tổn thất toàn bộ 84 người trên tàu, gồm 79 thành viên thủy thủ đoàn và năm hoa tiêu Kaiten.
I-370 trở thành tàu ngầm đầu tiên của Đội Kaiten Chihaya, và là tàu ngầm vận tải được cải biến thành tàu mang Kaiten đầu tiên bị đánh chìm. Vào ngày 6 tháng 3, Bộ chỉ huy Nhật Bản ra lệnh cho I-370 quay trở về căn cứ, nhưng chiếc tàu ngầm đã không hồi đáp. Đến ngày 14 tháng 3, Hải quân Đế quốc Nhật Bản công bố I-370 có thể đã bị mất ngoài khơi Iwo Jima với tổn thất toàn bộ thành viên thủy thủ đoàn. Tên nó được cho rút khỏi đăng bạ hải quân vào ngày 10 tháng 4, 1945.